# Маунтенейр (Нью-Мексико)
Маунтенейр (англ. Mountainair) — місто (англ. town) в США, в окрузі Торренс штату Нью-Мексико. Населення — 884 особи (2020).

## Географія
Маунтенейр розташований за координатами 34°31′11″ пн. ш. 106°14′35″ зх. д. / 34.51972° пн. ш. 106.24306° зх. д. (34.519765, -106.243181).  За даними Бюро перепису населення США в 2010 році місто мало площу 2,76 км², уся площа — суходіл.

## Демографія
Згідно з переписом 2010 року, у місті мешкало 928 осіб у 418 домогосподарствах у складі 224 родин. Густота населення становила 336 осіб/км².  Було 574 помешкання (208/км²).
Расовий склад населення:
| - 65,0 % — білих - 1,7 % — корінних американців - 1,4 % — чорних або афроамериканців - 0,4 % — азіатів - 24,9 % — осіб інших рас |

До двох чи більше рас належало 6,6 %. Частка іспаномовних становила 54,6 % від усіх жителів.
За віковим діапазоном населення розподілялося таким чином: 24,7 % — особи молодші 18 років, 55,8 % — особи у віці 18—64 років, 19,5 % — особи у віці 65 років та старші. Медіана віку мешканця становила 46,0 року. На 100 осіб жіночої статі у місті припадало 87,5 чоловіків;  на 100 жінок у віці від 18 років та старших — 87,9 чоловіків також старших 18 років.
Середній дохід на одне домашнє господарство  становив 34 907 доларів США (медіана — 22 500), а середній дохід на одну сім'ю — 40 011 долар (медіана — 26 667). За межею бідності перебувало 52,6 % осіб, у тому числі 67,2 % дітей у віці до 18 років та 25,8 % осіб у віці 65 років та старших.
Цивільне працевлаштоване населення становило 224 особи. Основні галузі зайнятості: освіта, охорона здоров'я та соціальна допомога — 39,7 %, публічна адміністрація — 8,9 %, транспорт — 7,6 %, сільське господарство, лісництво, риболовля — 7,6 %.